# Falsohyllisia meridionale
Falsohyllisia meridionale är en skalbaggsart som först beskrevs av Hunt och Stefan von Breuning 1957.  Falsohyllisia meridionale ingår i släktet Falsohyllisia och familjen långhorningar. Inga underarter finns listade i Catalogue of Life.